# Skokan štíhlý
Skokan štíhlý (Rana dalmatina, Rana agilis) je druh žáby ze skupin hnědých skokanů rodu Rana.

## Popis
Tento druh dorůstá velikosti 4,7–7,2 cm (samci), respektive 6,7–11,6 cm (samice). Je zbarven v různých odstínech hnědé barvy; na břiše jsou bílí až nažloutlí; oční duhovka je obvykle v horní části zlatavá, zatímco v spodní polovině tmavá. Od oka vybíhá hnědá spánková skvrna. Na této skvrně se též nalézá i výrazný ušní bubínek (tympanum). Po stranách hřbetu se táhnou dorzolaterální lišty, v podstatě to jsou výběžky kůže. Čenich je poměrně protáhlý a špičatý, do jisté míry až „žraločí“. Na konci nohou (mimochodem velice dlouhých a jakoby průsvitných) jsou na chodidlech výrazné hrbolky a patní hrbol.
Mezi jeho charakteristické vlastnosti patří zejména způsob pohybu a sezení. V klidu zadní končetiny skládá tak, že spolu svírají pravý úhel. V pohybu je schopen vyvinout velmi dlouhé skoky, běžně i 160 cm daleko a 60–80 cm vysoko; pokud je však v ohrožení, doskočí do dálky až 2,5 metru a do výšky 1,5 metru; z kopce dokonce 350 cm do dálky.

## Chování a rozmnožování
Skokani štíhlí se v ČR probouzejí již v únoru až dubnu, načež se páří, někdy ještě pod ledem. Kompaktní snůšky vajíček nato kladou samice na vodní rostliny, někdy i poměrně u hladiny. Pulci jsou protáhlí s dlouhým ocasem, před proměnou v dospělce dosahují velikosti zhruba 2–4 cm, tito skokani se následně dožívají až 18–20 let.
Mají poměrně slabý hlas, protože zcela postrádají hrdelní rezonátory a zvuky navíc vytváří pod vodou. Projevy se někdy přirovnávají ke kvokání slepice spolu s třením gumy o vlhké sklo, případně zvuky na zemi roztočené pokličky.

## Rozšíření
Vyskytují se v Evropě, od severovýchodu Španělska až po severní Řecko a západní Turecko. V ČR dává přednost nižším polohám, ačkoliv vystupuje i do podhůří; především v povodí velkých českých řek v teplých křovinách a lesících.